# Portret van Maurits, prins van Oranje
Het Portret van Maurits, prins van Oranje, is een schilderij op paneel van Maurits van Oranje ten voeten uit door Michiel van Mierevelt, geschilderd tussen ongeveer 1613 en 1620. Het schilderij zou in opdracht van de Staten-Generaal gemaakt zijn. Volgens een Engelse reiziger hing het portret in 1707 in de vergaderzaal van de Staten-Generaal.
Maurits draagt op het schilderij een verguld harnas dat hij kreeg van de Staten-Generaal na zijn overwinning bij Nieuwpoort. Het pronkharnas bestaat niet meer, maar is waarschijnlijk gemaakt door de harnasmaker en edelsmid Charles Dartené. Een vergelijkbaar harnas, gemaakt door "Maurits' harnasmaker", is wel bewaard gebleven en is in bezit van de Tower of London en was besteld voor Hendrik, prins van Wales.
Verder staat op het schilderij de bij het harnas behorende helm met verenbos naast Maurits op tafel en een rijk versierd schild, de zogenaamde targe, naast hem. De targe was gemaakt door Jacob de Swart, de custodie- en goudleermaker van Maurits.
Om de hals draagt Maurits de versierselen van de Orde van de Kousenband. Waarschijnlijk werden naar aanleiding van de opname van Maurits in deze orde nieuwe portretten van Maurits vervaardigd. Met de rechterhand houdt Maurits een commandostaf vast.
In de titel komt de omschrijving 'prins van Oranje' voor. Officieel werd Maurits dat pas op 20 februari 1618, na het overlijden die dag van zijn halfbroer Filips Willem. De Staten-Generaal hadden hem echter al eerder de titel geboren prins van Oranje gegeven.
Door Van Mierevelt en zijn atelier zijn tientallen portretten gemaakt van Maurits, waarbij hij geleidelijk ouder is geportretteerd.
Het schilderij hangt in het Rijksmuseum in Amsterdam en heeft de afmetingen van 220,3 cm bij 143,5 cm.

## Bron
- Zandvliet, Kees (red.) (2000). Maurits, Prins van Oranje. Rijksmuseum / Waanders, Amsterdam / Zwolle, p. 266-271. ISBN 9040094977. (Uitgave naar aanleiding van de gelijknamige tentoonstelling in het Rijksmuseum te Amsterdam, van 1 december 2000 t/m 18 maart 2001).
- Portret van Maurits, prins van Oranje in het Rijksmuseum

## Voetnoten
1. ↑  Portret van Maurits van Oranje-Nassau (1567-1625), 1613 of later Amsterdam, Rijksmuseum, inv./cat.nr. SK-A-255 beschreven op RKD, Ingevoerd op: 1999-10-19; Laatste wijziging: 2016-11-03: In 1613 kreeg Maurits de afgebeelde Orde van de Kousenband; zie Jansen/Ekkart/Verhave 2011, p. 119 voor de argumentatie om het schilderij na 1617 te dateren; zie Bikker/Bruijnen/Wuestman voor het jaar 1620 als einddatum.